# Министерство труда, предпринимательства и инноваций Ирландии
Министерство труда, предпринимательства и инноваций Ирландии является министерством в составе Правительства Ирландии.
Министерство возглавляет Министр труда, предпринимательства и инноваций, а также два государственных министра, которые осуществляет содействие в реализации политика Министерства.

## Состав министерства
- Министр труда, предпринимательства и инноваций — Ричард Брутон[англ.], ТД[1]
  - Государственный министр по делам бизнеса и занятости — Джеральд Нэш[англ.], ТД[2]
  - Государственный министр по делам навыков, исследований и инноваций — Дэмиен Английский[англ.], ТД[3]
- Государственный секретарь министерства — Джон Мерфи[4]

## Ответственность министерства
Министерство несёт ответственность за реализацию политики в пяти ключевых областях:
- Предприятия, инновации, рост
- Качество работы и обучения
- Создание и регулирование рынков, работающих лучше
- Качество, стоимость и постоянное совершенствование
- Европейский Союз.

## Структура министерства
- Отдел инноваций и инвестиций
- Отдел торговли
- Отдел по справедливой торговле и конкуренции
- Промышленный отдел
- Отдел корпоративных услуг, торговой политики и делам ЕС[5]
- Стратегического планирования

## Подведомственные органы
- Бюро регистрации компаний
- Антимонопольное ведомство
- Апелляционный суд по трудовым вопросам
- Суд по трудовым вопросам
- Комиссия по трудовым отношениям
- Национальное агентство защиты прав потребителей
- Патентное управление
- Научный фонд Ирландии

## История
- Министерство торговли и коммерции (1919-1922)
- Министерство торговли (1922)
- Министерство промышленности и торговли (1922-1977)
- Министерство промышленности, торговли и энергетики (1977-1980)
- Министерство промышленности, торговли и туризма (1980-1981)
- Министерство торговли, коммерции и туризма (1981-1983)
- Министерство промышленности, торговли, коммерции и туризма (1983-1986)
- Министерство промышленности и торговли (1986-1993)
- Министерство предпринимательства и занятости (1993-1997)
- Министерство предпринимательства, торговли и занятости (1997-2010)
- Министерство предпринимательства, торговли и инноваций (2010-2011)
- Министерство труда, предпринимательства и инноваций (2011-настоящее время)

## Интересные факты
- В 2010 году на открытии нового дата-центра компании Google в Дублине присутствовал Ричард Брутон, глава министерства вакансий, предпринимательства и инноваций Ирландии[6].
- Разрешения на работу в Ирландии иностранным гражданам выдается Министерством вакансий, предпринимательства и инноваций[7].